# Türksat 4B
O Türksat 4B é um satélite de comunicação geoestacionário turco que foi construído pela Mitsubishi Electric (MELCO). Ele localizado na posição orbital de 50 graus de longitude leste e é operado pela Türksat. O satélite foi baseado na plataforma DS-2000 e sua expectativa de vida útil é de 15 anos.

## História
A Turquia assinou em março de 2011, um acordo de 571 milhões de dólares com a empresa de tecnologia japonesa Mitsubishi Electric MELCO para construir e lançar o Türksat 4A e o Türksat 4B.
Os dois satélites, ambos com vida útil mínima de 15 anos, permitem à Türksat oferecer serviços de telecomunicações e de radiodifusão televisiva direta em toda a Turquia, assim como na Europa, Ásia Central, Oriente Médio e África. O Türksat 4B é usado para o novo serviço de conectividade de banda larga da Türksat AS em banda Ka, bem como serviços de comunicação fixa via as bandas Ku e C, a 50 graus de longitude leste.
Ambos os satélites foram construídos sobre a plataforma de satélite DS-2000 da Mitsubishi Electric, uma plataforma modular totalmente comprovada, com a flexibilidade para lidar com uma ampla gama de aplicações de carga útil. Como os membros nono e décimo da família de satélites DS-2000, o Türksat 4A e 4B vão demonstrar ainda mais a bem estabelecida alta confiabilidade da plataforma para um desempenho em órbita.

## Lançamento
O satélite foi lançado com sucesso ao espaço no dia 16 de outubro de 2015, às 20:40 UTC, por meio de um veículo Proton-M/Briz-M, a partir do Cosmódromo de Baikonur, no Casaquistão. Ele terá uma massa de lançamento de 4924 kg.

## Capacidade e cobertura
O Türksat 4B é equipado com transponders nas bandas Ku, C e Ka para fornecer serviços de conectividade de banda larga, bem como serviços de comunicação fixa para a Europa, Turquia, Ásia Central, Oriente Médio e África.